# Бои за Грозный (1996)
Бои за Грозный (также операция «Джихад», летняя война в Чечне,  августовская война) — заключительное сражение первой чеченской войны, произошедшее в августе 1996 года, в ходе которого подразделения Внутренних войск МВД РФ, ведя тяжёлые бои, потеряли контроль над большей частью Грозного. После этого между руководителями России и непризнанной Чеченской Республики Ичкерия были заключены Хасавюртовские соглашения, положившие конец Первой чеченской войне.

## Численность чеченских боевиков
На начало операции численность чеченских сил, отдельными группами проникнувших в Грозный, насчитывала около 1,5—2 тыс. человек. В ходе боёв их число постепенно увеличивалось за счёт подхода пополнений в город, его местных жителей и перехода на сторону чеченских сил части чеченцев, которые до этого находились на стороне федеральных войск. В результате этого численность подконтрольных А. А. Масхадову чеченских формирований в Грозном ко второй половине августа доходила до 6—7 тыс. человек.
Общее руководство осуществлял Аслан Масхадов, который заявлял, что эта операция была предпринята для того, «чтобы показать всему миру и прежде всего России боевой потенциал Чечни».
В штурме принимал участие Хаттаб со своим отрядом.
Почти детально бои зафиксированы в одном из районов города Грозного писателем-документалистом Полиной Жеребцовой.

## Численность федерального гарнизона
У российской стороны было численное превосходство (12 тыс. военнослужащих внутренних войск), превосходство в бронетехнике и артиллерии, а также абсолютное господство в воздухе. Общее руководство федеральными силами осуществлял генерал-лейтенант Константин Пуликовский.

## Тактика
Накапливание боевиков в пригородах Грозного началось задолго до августа, часть из них проникала в город под видом мирных жителей и беженцев.
6 августа в 5:00 утра чеченские отряды начали входить в Грозный со стороны Черноречья, Алды и Старопромысловского района и, умело используя недостатки в расположении блокпостов (многие были зажаты между домами, ничего в реальности не контролируя), стали перемещаться по неконтролируемым маршрутам. Предварительно из города были выведены части МВД, состоящие из чеченцев, а также сняты чеченские блокпосты. Чеченцы не ставили своей целью захват или уничтожение всех городских объектов. Войдя в Грозный, они блокировали российские подразделения внутренних войск на блокпостах и в комендатурах, изолировав их друг от друга и деморализуя постоянным «беспокоящим» огнём. Российские СМИ (телеканал «Россия») сообщали по состоянию на 12 часов 6 августа о 5 сбитых в первой половине дня вертолётах федеральных сил.
Основной удар был нанесён по комплексу административных зданий в центре города (Дом правительства, МВД, ФСБ и др.), где вместе с военными оказались блокированы и несколько российских журналистов. Журналисты оказались не готовы к таким событиям, были напуганы и пали духом. Их поместили в Координационном Центре МВД РФ в подвале расположенного рядом со зданием гостиницы бомбоубежища (район стадиона «Динамо», где велись наиболее интенсивные бои), над входом повесили табличку «журналисты, женщины и дети».
Генерал Пуликовский приказал ввести в город штурмовые отряды для прорыва окружения. Но боевики оказали ожесточённое сопротивление — из трёх отрядов прорвался только один. Положение окружённых было крайне тяжёлым. Потери росли. Но к 13 августа, по словам генерала Г. Н. Трошева, в то время командующего 58 общевойсковой армией, положение удалось выправить — из всех окружённых блокпостов не разблокировали только пять. Боевики сами понесли большие потери. Дерзкая, но авантюрная операция Масхадова провалилась — огромные силы, стянутые им в Грозный, сами оказались в кольце российских войск.
«Это была самая последняя попытка боевиков заявить о себе», — скажет потом Шаманов Пуликовскому, окружившему тогда Грозный мёртвым кольцом. Пуликовский был настроен решительно (учитывая, что 14 декабря 1995 года под Шатоем погиб его сын) и хотел в этом котле уничтожить последние силы дудаевцев.
Боевикам был предъявлен ультиматум — сдаться в течение 48 часов, в противном случае Пуликовский обещал нанести по городу мощный удар, используя тяжёлую артиллерию и авиацию. Населению был предоставлен коридор для выхода через Старую Сунжу. Трошев писал:

в решимости генерала Пуликовского бандиты не сомневались, его слова по-настоящему напугали многих полевых командиров, которые тут же прибыли на переговоры. Боевики просили предоставить им коридор, на что Пуликовский ответил: «Не для того я вас окружал, чтобы выпускать. Или сдавайтесь, или будете уничтожены! Не мог скрыть своего смятения и А. Масхадов».
Последующее Геннадий Трошев описывает так:

20 августа вечером из краткосрочного отпуска возвратился
генерал-лейтенант В. Тихомиров, который вновь возглавил Объединённую группировку войск. Он заявил представителям прессы, что главную свою задачу на этом посту видит в полном освобождении города от боевиков: «Для этого мы готовы использовать все средства: как политические, так и силовые». Он также подчеркнул: «Ультиматума Пуликовского я пока не отменял, но могу сказать однозначно — против сепаратистов будут применены самые серьёзные меры, если они не покинут Грозный».

Боевики, как они сами это признавали впоследствии в беседах, были в безвыходном положении, у них не было подкреплений и заканчивались боеприпасы.

И здесь на военно-политической арене появился новоиспечённый секретарь Совета безопасности России А. Лебедь, наделённый к тому же полномочиями представителя Президента РФ в Чеченской Республике. Александр Иванович прибыл в тот момент, когда, по сути, решалась судьба всей чеченской кампании.

Лебедь сразу же отменил приказ Пуликовского. Он заявил, что армия деморализована и не способна воевать. Трошев высказывал следующее мнение:

Ну, увидел ты замурзанного бойца, к тому же оробевшего перед высоким московским чиновником. Он что — показатель боеспособности? Александр Иванович, видимо, ожидал увидеть вымытого и отполированного гвардейца, как в кремлёвской роте почётного караула… Да я (генерал!) порой на войне по нескольку суток не мылся и не брился. Не всегда была возможность, а главное — некогда. Поесть и то не успеваешь. И какой у меня после этого вид? Московский патруль арестовал бы! Не поверил бы, что генерал, — бомж какой-то… И ничего удивительного тут нет. Война — занятие грязное, в буквальном смысле слова…

Лебедю хотелось сиюминутной славы «миротворца». Вот, дескать, никто проблему Чечни разрешить не может уже почти два года, а он — сможет. Одним махом, одним росчерком пера, одним только видом своим и наскоком бонапартистским. Мы все — в дерьме, а он — в белом. Ради непомерного честолюбия, ради создания имиджа «спасителя нации» он предал воюющую армию, предал павших в боях и их родных и близких, предал миллионы людей, ждавших от государства защиты перед беспределом бандитов…

Пуликовский и Тихомиров пытались отстоять свою позицию, но безуспешно. Борис Березовский и приехавший с ним Александр Лебедь настояли на начале очередных мирных переговоров с чеченскими боевиками, которые закончились 31 августа подписанием Хасавюртовских соглашений.

## Потери
В результате боёв в Грозном с 6 по 22 августа погибло 494, ранено 1407, пропало без вести 182 военнослужащих и сотрудников милиции. Было выведено из строя 87 единиц федеральной бронетехники, 23 автомашины (но не вся она была потеряна безвозвратно, например танков безвозвратно было потеряно лишь пять штук), уничтожено три вертолёта.
10 августа 1996 года в России было объявлено днём траура «в связи с трагическими последствиями террористической акции против государственных учреждений и жителей города Грозного».
Потери дудаевцев засекречены.
Потери мирных жителей в результате наступления дудаевцев составили не менее 2000 погибшими.

## Итоги
Геннадий Трошев так писал о последствиях этой операции:

Пожалуй, никогда ещё в России генералы не были так бесправны и беспомощны на войне из-за давления гражданских лиц, полных дилетантов в военных вопросах. Профанация чеченской кампании достигла своего апогея. Боевиков и на этот раз не удалось добить. Уже через несколько дней после приезда Лебедь подписал с А. Масхадовым в Хасавюрте соглашение «О неотложных мерах по прекращению огня и боевых действий в Грозном и на территории Чеченской Республики», которое по сути своей было не более чем пропагандистским блефом и которое сразу же стала грубо нарушать чеченская сторона.

А если оценивать моральную сторону дела, то тут и слов подходящих не подберёшь. Потому что в Чечне боец был чумазым только сверху, зато внутри чистым. Он осознавал себя защитником единства и достоинства Родины, его враги боялись, он их бил под Шатоем, под Бамутом, под Шали, в Грозном… Он свой чумазый нос мог от гордости держать высоко. А после бегства из Чечни (под палкой Лебедя и Березовского) чувствовал себя оплёванным и опозоренным. Над ним весь мир смеялся. «Крошечная Чечня разгромила великую Россию!» — вот какая молва шла по свету. Спасибо «сердобольному генералу» — «умыл» солдата (в прямом и переносном смысле)! Так умыл, что до сих пор очиститься, отскоблиться не можем!

По мнению генерала, если бы тогда удалось уничтожить боевиков, Второй чеченской войны, «криминального беспредела в Чечне», агрессии в Дагестане и терактов в Москве, Буйнакске, Волгодонске и так далее не было бы. Многое из плана Пуликовского было использовано во время успешного штурма Грозного 1999—2000 гг.

## Комментарии
1. ↑  Не путать с Летней войной в Эстонии (1941)
2. ↑  Не путать с Августовской войной в Грузии (2008)